# Bispegade (Ribe)
 For alternative betydninger, se Bispegade. (Se også artikler, som begynder med Bispegade)
Bispegade er en gade i Ribe løber mellem Sønderportsgade og Gravsgade. I gaden finder man den tidligere Bispegades Skole, der i dag er opbygget til privatboliger.

## Historie
Gaden har været bebygget fra første halvdel af 1200-tallet og hed tidligere Sct. Hans Gade, efter en kirke placeret i gadens sydlige del. 
1558 kaldes gaden Bispegårdsgade efter den katolske bispegård, der lå i gaden indtil reformationen. Derefter er den blevet kaldt Bispegade.
Den fik den nuværende brostensbelægning i 1992, hvor der også blev lavet en arkæologisk udgravning i de op til 5 meter tykke kulturlag.

## Bispegades Skole, Bispegade 5
I 2014 meldte Esbjerg Kommune nok engang ud, at man ville sælge bygningerne, der tidligere husede Bispegades Skole.
Samme år kunne man læse, at Obbekjær Byggeforretning havde købt bygningerne. Siden er bygningerne blevet ombygget til private lejligheder.